# آناتولی کریکون
آناتولی کریکون (انگلیسی: Anatoli Krikun؛ زادهٔ ۲۴ مارس ۱۹۴۸) بازیکن سابق بسکتبال اهل استونی بود که برای کشور شوروی در مسابقات شرکت می‌کرد.